# Pla de Natesa

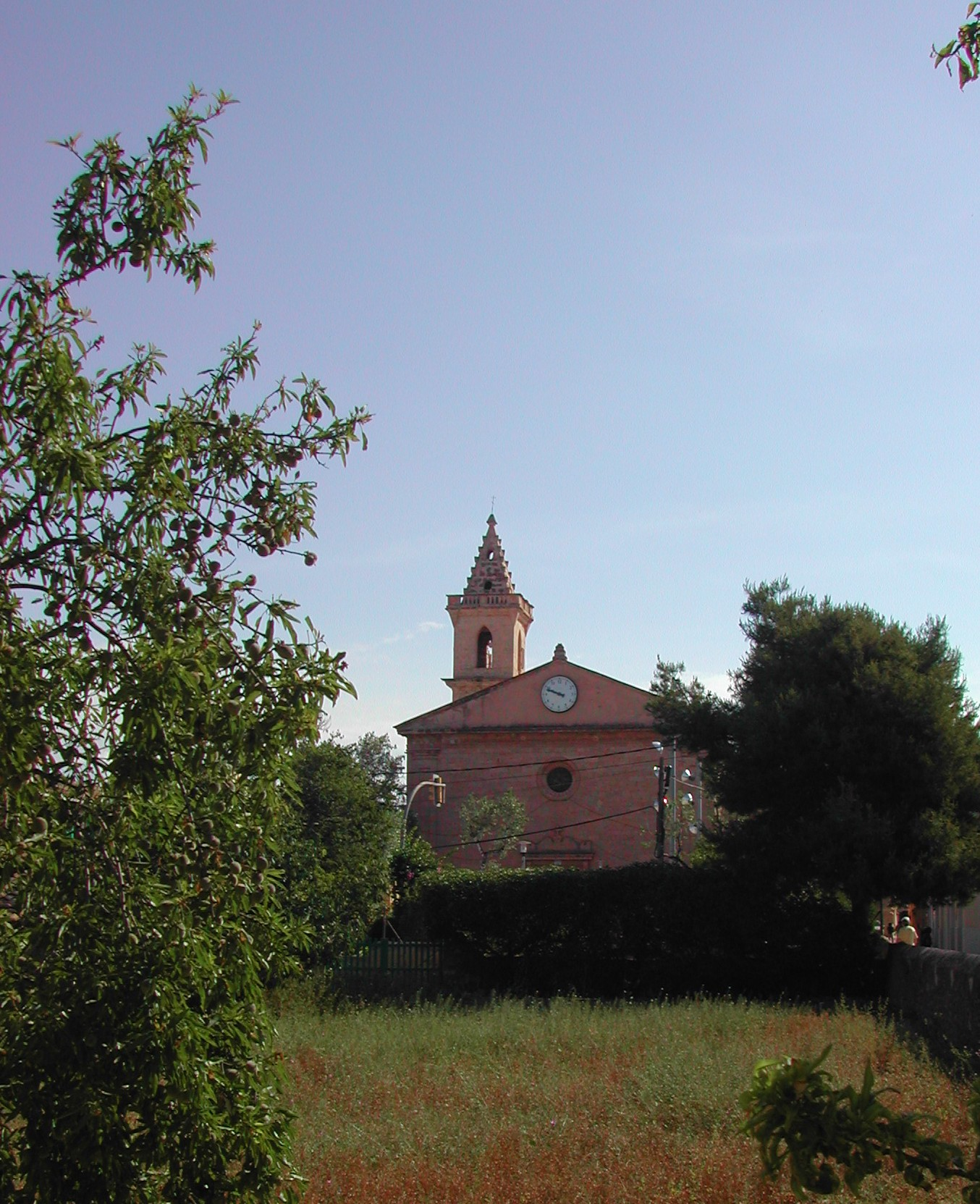
El Pla de Natesa

Pla de Natesa[cita requerida] (en catalán y oficialmente Pla de Na Tesa) es una localidad y pedanía española perteneciente al municipio de Marrachí, en la isla de Mallorca, comunidad autónoma de las Islas Baleares. En 2022 contaba con 5.189 habitantes. Es una de las localidades más importantes del municipio de Marrachí junto al Puente de Inca y Pórtol. El origen del nombre de esta localidad se debe a que el barrio está situado en un terreno totalmente llano. El patrón de la localidad es San Lázaro.

## Iglesia de San Lázaro
En el año 1857, los principales dueños del lugar deciden (de acuerdo con el cura de San Marcial) comprar un solar entre los caminos de montaña y Son Alegre, y regalárselo al obispado. En este terreno, exactamente a las 16:00 horas del 6 de febrero de 1858, se coloca la primera piedra del templo, y se finalizará la obra el 27 de octubre de 1864. En el año 1874 se realiza la sacristía en la parte izquierda del templo. En el año 1889 empiezan las obras en el campanario, mezcla de neogótico-clásico, terminándose con la colocación de dos campanas, procedentes la pequeña de Barcelona y la mayor de Palma de Mallorca. Delante de la iglesia se conserva una fuente pública que data de 1877.

## Edificios históricos
- Can Bosch.
- Can Coll.
- Can Valla.
- Iglesia de San Lázaro.

## Fiestas
- Fiestas patronales: se celebran a mediados del mes de agosto, generalmente, alrededor del día 24. Las primeras fiestas patronales se celebraron el 26 de agosto de 1858.
- Fira de la llet d'ametla (feria de la leche de almendra): se celebra desde 2006 en diciembre coincidiendo con la festividad del patrón del pueblo (17 de diciembre).

## Instalaciones y Servicios
- Bibliotecas: Biblioteca del Pla de Natesa.
- Escuelas deportivas: Escuela Municipal de Fútbol del Pla de Natesa, Escuela Municipal de Baloncesto del Pla de Natesa.
- Residencia Son Llebre: Centro destinado a personas con discapacidad intelectual y altamente dependientes. Dependiente del Gobierno Balear.